# Manoir de Pratmeur
Le manoir de Pratmeur est un édifice situé à Quistinic, en France.

## Situation
Le manoir est situé sur le territoire de la commune de Quistinic, au lieu-dit Pratmeur, dans le département du Morbihan, en région Bretagne.

## Description
Le manoir date du XVIIe siècle, édifice à un étage carré, élévation à travées, construit en moellons et pierre de taille de granite. Toiture  à longs pans, pignons couvert et découvert. Escalier hors-œuvre : escalier à vis sans jour.

## Histoire
Le manoir est partiellement détruit, la chapelle est en ruines, il est inscrit à l'inventaire général du patrimoine culturel.